# Tom van Weert
Tom van Weert (Sint-Michielsgestel, 7 giugno 1990) è un calciatore olandese, attaccante dell'Atromītos.

## Carriera
Dal 2008 al 2014 gioca nella seconda serie del campionato olandese con il Den Bosch. Nel 2014 si trasferisce all'Excelsior, con cui debutta in Eredivisie. Tra il 2016 e il 2018 gioca con il Groningen. Nell'estate del 2018 passa all'Aalborg. Tre anni dopo passa al Volo in Grecia.

## Palmarès

### Club

#### Competizioni nazionali
- Campionato greco: 1

AEK Atene: 2022-2023
- Coppa di Grecia: 1

AEK Atene: 2022-2023

### Individuale
- Capocannoniere del campionato greco: 1

2021-2022 (17 reti)